# Bataille de Cynuit
La bataille de Cynuit ou Cynwit se déroule en 878. Elle oppose les Saxons de l'Ouest aux Vikings en un lieu généralement identifié à Countisbury, dans le nord du comté de Devon. Les Vikings, menés par un frère d'Ivar et Halfdan (Ubbe Ragnarsson selon des sources tardives), sont vaincus par les Anglais menés par l'ealdorman du Devon Odda (en).

## Contexte
En 865, la Grande Armée viking débarque en Angleterre. Au cours des années qui suivent, elle ravage les royaumes anglo-saxons d'Est-Anglie, de Northumbrie et de Mercie. Les deux premiers sont conquis par les envahisseurs, ainsi que la moitié orientale du troisième. Le Wessex, dernier royaume anglais indemne, commence à être touché par cette invasion au début des années 870, sous le règne d'Æthelred (865-871), puis celui de son frère Alfred le Grand (871-899).

## La bataille

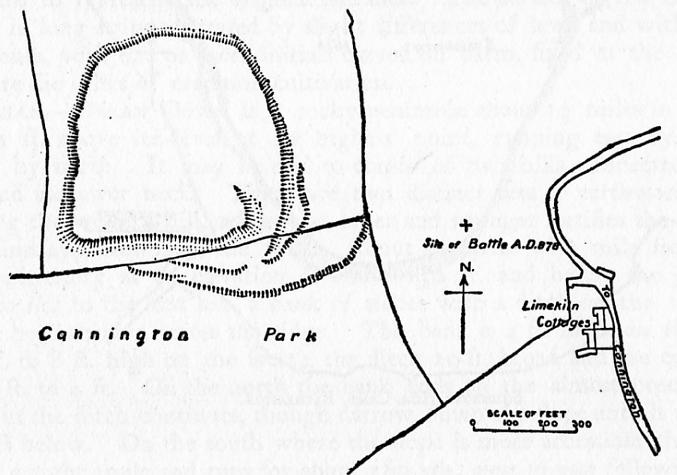
Carte de 1911 de Cannington Camp, un autre site possible de la bataille de Cynuit.

La Chronique anglo-saxonne rapporte qu'au cours de l'hiver 878, une flotte de 23 navires dirigée par « un frère d'Ivar et Halfdan » débarque dans le Devon. Le chef de cette expédition, qui n'est pas nommé, est tué avec 840 de ses hommes. Le manuscrit E précise que les Anglais s'emparent de la bannière au corbeau des envahisseurs. La traduction latine de la Chronique réalisée par Æthelweard mentionne également que les hommes du Wessex sont menés par Odda (en), l'ealdorman du Devon. Ce n'est que dans l'Estoire des Engleis, une chronique du XIIe siècle, que le chef des Vikings est identifié à Ubbe Ragnarsson.
Dans sa biographie d'Alfred le Grand, le moine gallois Asser offre un récit plus détaillé de la bataille. Selon lui, les Vikings, qui viennent de ravager le Dyfed, font voile vers le Devon et assiègent les Anglais à Arx Cynwit, « la forteresse de Cynuit ». Ne pouvant prendre le fort d'assaut, ils s'efforcent d'affamer les Anglais, mais ces derniers parviennent à les mettre en déroute au cours d'une sortie. Asser dénombre 1 200 tués du côté viking. Un passage des Annales de St Neots interpolé ultérieurement dans le texte d'Asser décrit la bannière au corbeau des Vikings en lui prêtant des pouvoirs surnaturels.

## Postérité
Le roman historique Le Dernier Royaume (2004), premier tome des Histoires saxonnes de l'écrivain britannique Bernard Cornwell, s'achève sur le récit de la bataille de Cynuit. La victoire anglaise y est en grande partie due au héros imaginaire de Cornwell, Uhtred de Bebbanburg, qui tue Ubbe en combat singulier. Cette version de la bataille de Cynuit apparaît dans le cinquième épisode de la première saison de la série télévisée The Last Kingdom (2015), adaptée des romans de Cornwell.